# Oxystomina elongata
Oxystomina elongata är en rundmaskart som först beskrevs av Butschli 1874.  Oxystomina elongata ingår i släktet Oxystomina och familjen Oxystominidae. Arten är reproducerande i Sverige. Inga underarter finns listade i Catalogue of Life.